# 廣島港
廣島港（日语：／ Hiroshima-kō），位於日本廣島縣廣島市及週邊行政區域，是以舊宇品港為中心的港灣。港灣管理單位是廣島縣。並且被指定為特定重要港灣，是海運、物流、貿易的重要據點。而在港則法上則是被定為特定港。

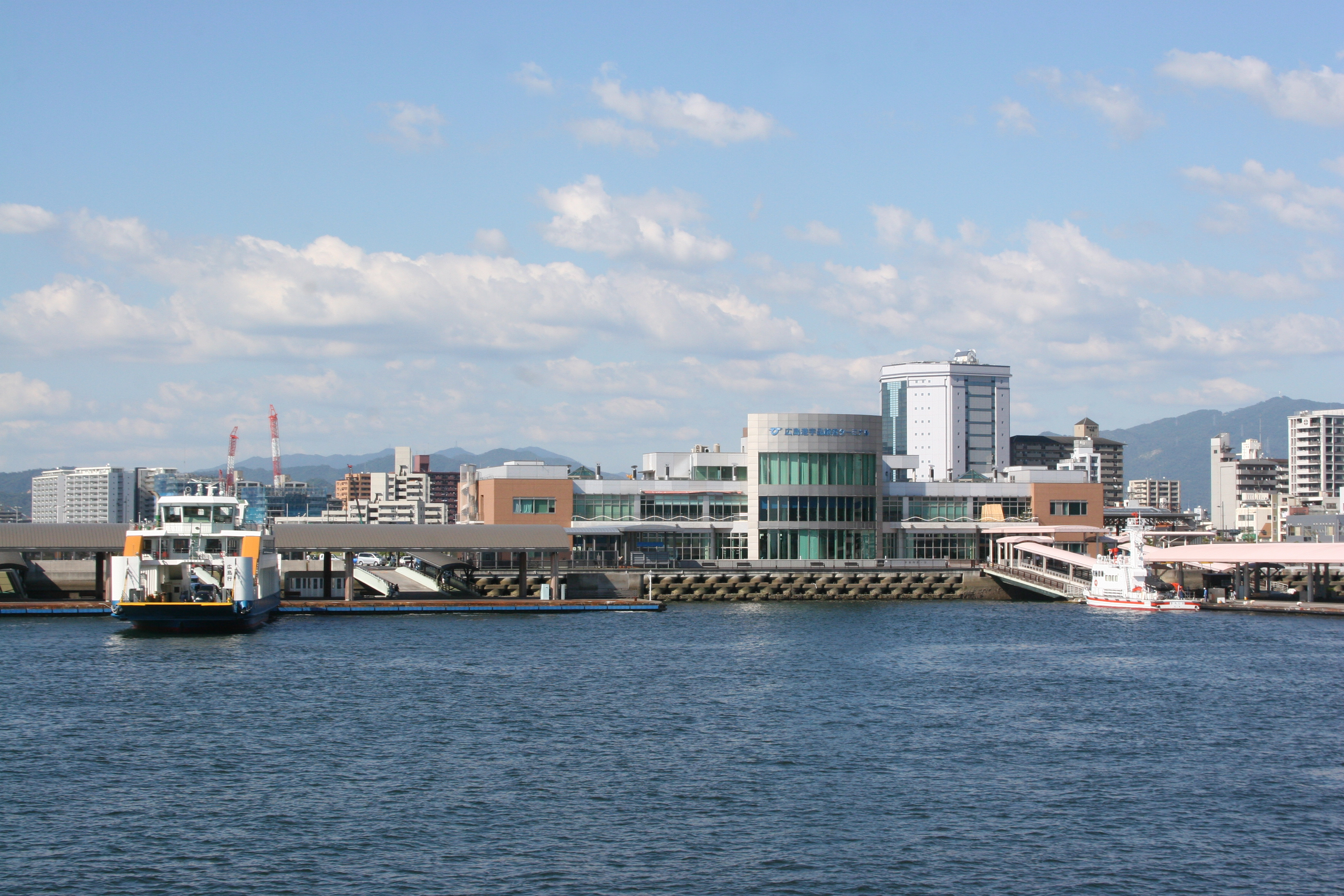
廣島港和渡輪航站

## 略史
- 廣島市的太田川河口為早期内航船的據點。
- 江戶時代、江波港（廣島市中區）成為廣島的外港。
- 1889年、宇品地區 (廣島市南區)的「宇品港」築港。
- 1932年、「宇品港」擴大並改名為「廣島港」。
- 1951年、指定作為重要港灣。
- 1970年、廿日市港編入港區。
- 1992年、升格為特定重要港灣。

## 港灣區域
- 出島地區
- 宇品外貿地區
- 海田地區
- 五日市地區
- 廿日市地區（木材港）
- 宇品内港地區
- 元宇品地區（廣島市南區）
- 觀音地區（廣島市西區）

## 廣島港陸面交通

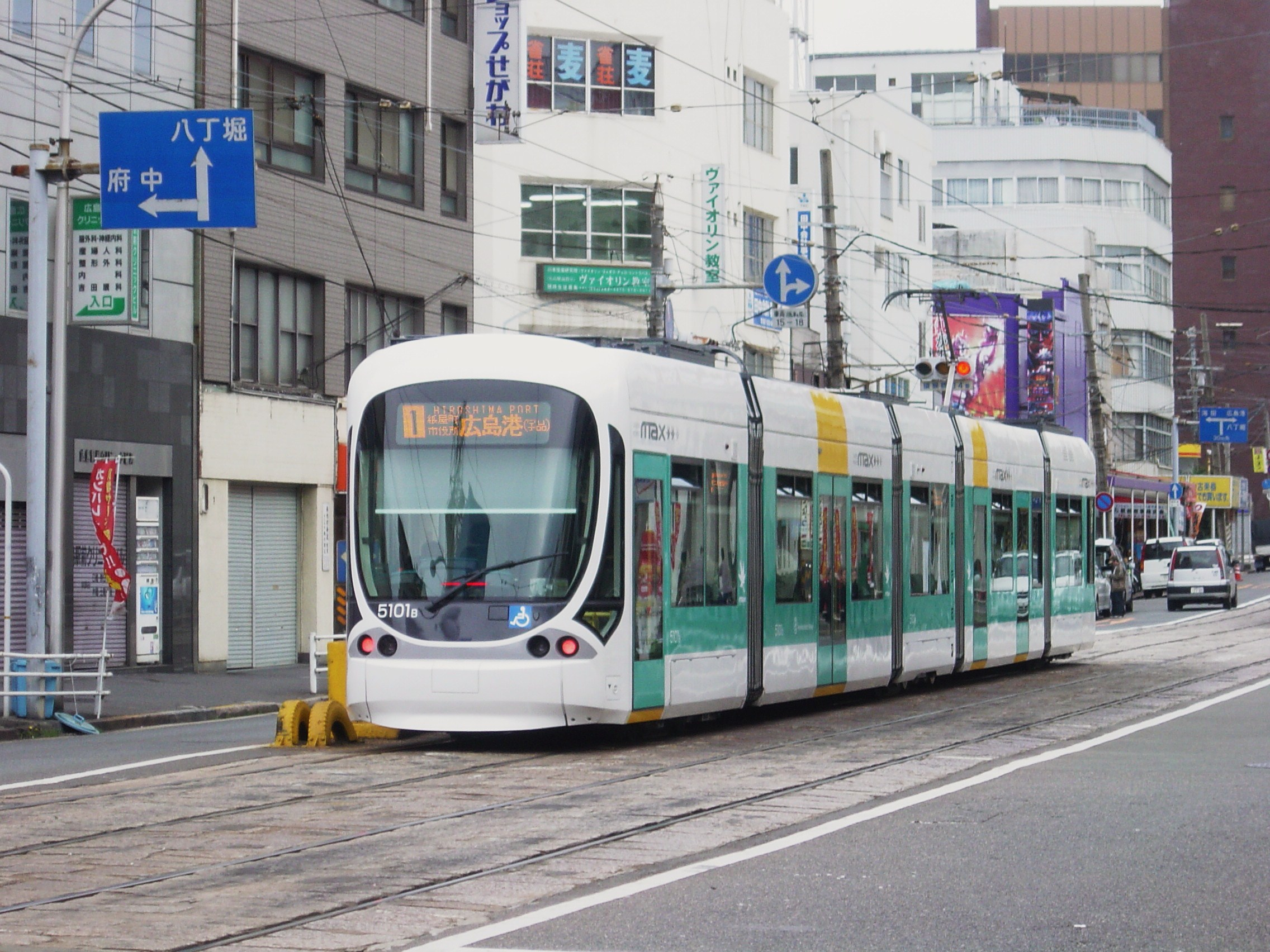
廣島電鐵

- 廣島電鐵宇品線（1,3,5號系統）-廣島港驛-西廣島驛-本通驛
- 廣島站（JR西日本）

## 外部連結
- 廣島港港灣振興局
- 廣島電鐵（輕軌電車） （页面存档备份，存于）